# Азиатская конфедерация волейбола
Азиатская конфедерация волейбола (англ. Asian Volleyball Confederation, сокр. AVC) — структура, представляющая Международную федерацию волейбола (ФИВБ) и управляющая волейболом в странах Азии, Австралии и Океании. Объединяет 65 национальных федераций. Официальные языки — английский и арабский. C 2024 президентом AVC является Рамон Сузара (Филиппины).

## История
Азиатская конфедерация волейбола образована 6 мая 1952 года представителями 12 национальных федераций. В задачу конфедерации ставилась организация волейбольных турниров Азиатских игр. В 1962 году переименована в Азиатскую федерацию волейбола после решения VIII Конгресса ФИВБ об образовании в своём составе континентальных комиссий. Ей были поручены организация и развитие волейбола в странах Азии, Австралии и Океании. В её состав были включены 16 национальных федераций стран азиатского континента, являвшихся на тот момент членами ФИВБ (Бирма, Гонконг, Израиль, Индия, Индонезия, Китай, КНДР, Ливан, Монголия, Пакистан, Сирия, Филиппины, Цейлон, Южная Корея, Южный Вьетнам, Япония). В 1972 году комиссия была преобразована в конфедерацию и получила нынешнее название. На тот момент она объединяла национальные федерации 23 государств Азии, а также Австралии и Новой Зеландии.
В 1958 году в Токио (Япония) прошёл первый волейбольный турнир мужских сборных в рамках III Азиатских игр, а через 4 года в Джакарте (Индонезия) — первый аналогичный турнир среди женщин.
В 1975 году в Австралии AVC провела первый чемпионат Азии по волейболу среди мужских и женских команд.
С 1980 года проводятся чемпионаты Азии по волейболу среди молодёжных команд, а с 1998 — первенство Азии среди юношей и девушек.

## Президенты AVC
1972—1976 —  Сеити Нисикава
1976—1985 —  Ютака Маэда
1985—1997 —  Ясутака Мацудайра
1997—2001 —  Юань Вэйминь
2001—2008 —  Вэй Цзичжун
2008—2020 —  Салех бен Насер
2020—2024 —  Рита Субово
с 2024 —  Рамон Сузара

## Структура AVC
Высший орган Азиатской конфедерации волейбола — Генеральная ассамблея.
Для решения задач, поставленных Генеральной ассамблеей перед AVC, а также уставных требований, делегаты ассамблеи избирают Административный совет. Он собирается не реже одного раза в год. Из состава своих членов Административный совет избирает Исполнительный комитет, который проводит в жизнь решения Генеральной ассамблеи, а также организует повседневную деятельность AVC. Руководит его работой Президент Азиатской волейбольной конфедерации, избираемый Конгрессом сроком на 4 года.
Для решения специальных задач, стоящих перед AVC, в её структуре созданы постоянные технические комитеты: спортивно-организационный, финансовый, судейский, тренерский, развития и маркетинга, совет пляжного волейбола.
В 2001 году в составе Азиатской конфедерации волейбола образованы также зональные ассоциации, которые являются структурными подразделениями AVC. Они полномочные представители AVC в своих географических зонах. Всего их 5: Западноазиатская (Western Asia Zonal Association — WAZA), Восточноазиатская (Eastern Asia Zonal Association — EAZA), Центральноазиатская (Central Asia Zonal Association — CAZA), Юго-Восточной Азии (South Eastern Asia Zonal Association — SEAZA) и Океании (Oceania Zonal Association — OZVA).

### Руководство
- Президент —  Рамон Сузара.
- Старший вице-президент —  Крэг Каррачер.
- Исполнительный вице-президент —  Мохамед Латиф (CAZA).
- Генеральный секретарь —  Хью Грэм (OZVA).
- Казначей —  Марина Цуй.
- Вице-президенты —  Юань Лэй (EAZA),  Хейзер Харсоно (SEAZA),  Али Ганем аль-Кувари (WAZA).

## Официальные соревнования
В рамках своей деятельности Азиатская конфедерация волейбола отвечает за проведение следующих турниров:
- Волейбольные турниры в рамках Азиатских игр.
- Чемпионаты Азии среди национальных сборных команд — один раз в два года по нечётным годам (с 2026 — по чётным).
- Кубок наций АКВ среди национальных сборных команд — ежегодно.
- Чемпионаты Азии среди молодёжных сборных команд — один раз в два года по чётным годам.
- Чемпионаты Азии среди юниорских сборных команд — один раз в два года по чётным годам.
- Чемпионаты Азии среди младших юниорских сборных команд — один раз в два года по нечётным годам.
- Квалификационные турниры к олимпийским волейбольным турнирам, чемпионатам мира среди национальных сборных команд и чемпионатам мира среди молодёжных сборных команд.
- Чемпионаты Азии среди клубных команд — ежегодно.
- Чемпионаты Азии по пляжному волейболу.

- Чемпионаты Азии среди старших молодёжных сборных команд — отменены
- Кубок Азии среди национальных сборных команд — отменён

## Члены AVC
| Страна                        | Национальная федерация                                | Год вступления в ФИВБ | Сайт                         | Зональная ассоциация |
| ----------------------------- | ----------------------------------------------------- | --------------------- | ---------------------------- | -------------------- |
| Австралия                     | Australia Volleyball Federation                       | 1968                  | volleyball.org.au            | OZVA                 |
| Американское Самоа            | American Samoa Volleyball Association                 | 1988                  | americansamoavolleyball.com  | OZVA                 |
| Афганистан                    | Afghanistan Volleyball Federation                     | 1980                  | afghanistanvolleyball.org    | CAZA                 |
| Бангладеш                     | Bangladesh Volleyball Federation                      | 1976                  |                              | CAZA                 |
| Бахрейн                       | Bahrain Volleyball Association                        | 1976                  |                              | WAZA                 |
| Бруней                        | Brunei Darussalam Amateur Volleyball Association      | 1982                  |                              | SEAZA                |
| Бутан                         | Bhutan Volleyball Federation                          | 1984                  | bhutansports.com.bt          | CAZA                 |
| Вануату                       | Vanuatu Volleyball Federation                         | 1986                  | vanuatuvolleyball.org        | OZVA                 |
| Восточный Тимор               | Federação Voleibol de Timor Leste                     | 2004                  |                              | SEAZA                |
| Вьетнам                       | Volleyball Federation of Vietnam                      | 1976                  | vfv.org.vn                   | SEAZA                |
| Гонконг                       | Volleyball Association of Hong Kong, China            | 1959                  | vbahk.org.hk                 | EAZA                 |
| Гуам                          | Guam Volleyball Federation                            | 1976                  |                              | OZVA                 |
| Индия                         | Volleyball Federation of India                        | 1951                  | volleyballindia.com          | CAZA                 |
| Индонезия                     | Persatuan Bola Voli Seluruh Indonesia                 | 1959                  | pbvsi.or.id                  | SEAZA                |
| Иордания                      | Jordan Volleyball Federation                          | 1970                  |                              | WAZA                 |
| Ирак                          | Iraqi Volleyball Federation                           | 1959                  |                              | WAZA                 |
| Иран                          | Volleyball Federation Islamic Republic of Iran        | 1959                  | volleyball.ir                | CAZA                 |
| Йемен                         | Yemen Volleyball Association                          | 1970                  | alyemenvolleyball.org.ye     | WAZA                 |
| Казахстан                     | Федерация волейбола Республики Казахстан              | 1992                  | www.volley.kz                | CAZA                 |
| Камбоджа                      | Federation de Volleyball du Cambodge                  | 1968                  |                              | SEAZA                |
| Катар                         | Qatar Volleyball Association                          | 1974                  | volleyball.qa                | WAZA                 |
| Кирибати                      | Kiribati National Volleyball Association              | 2000                  |                              | OZVA                 |
| Китай                         | China Volleyball Association                          | 1953                  | volleyball.org.cn            | EAZA                 |
| КНДР                          | The Volleyball Association of the D.P.R. of Korea     | 1955                  |                              | EAZA                 |
| Кувейт                        | Kuwait Volleyball Association                         | 1964                  | kwvolley.com                 | WAZA                 |
| Острова Кука                  | Cook Islands Volleyball Association                   | 1973                  |                              | OZVA                 |
| Кыргызстан                    | Федерация волейбола Республики Кыргызстан             | 1992                  | volley.kg                    | CAZA                 |
| Лаос                          | Lao Volleyball Federation                             | 1968                  |                              | SEAZA                |
| Ливан                         | Lebanese Volleyball Federation                        | 1949                  | lebvolley.com                | WAZA                 |
| Макао                         | Volleyball Association of Macao, China                | 1986                  | volleyball.org.mo            | EAZA                 |
| Малайзия                      | Malaysia Volleyball Association                       | 1964                  |                              | SEAZA                |
| Мальдивы                      | Volleyball Association of Maldives                    | 1984                  | maldivesvolleyball.mv        | CAZA                 |
| Маршалловы Острова            | Marshall Islands Volleyball Federation                | 1992                  |                              | OZVA                 |
| Монголия                      | Mongolian Volleyball Association                      | 1957                  | mva.mn                       | EAZA                 |
| Мьянма                        | Myanmar Volleyball Federation                         | 1961                  |                              | SEAZA                |
| Науру                         | Nauru Volleyball Association                          | 1998                  |                              | OZVA                 |
| Непал                         | Nepal Volleyball Association                          | 1980                  | volleyballassociation.org.np | CAZA                 |
| Ниуэ                          | Niue Island Volleyball Association                    | 1998                  | oceaniasport.com/niue        | OZVA                 |
| Новая Зеландия                | Volleyball New Zealand                                | 1970                  | volleyballnz.org.nz          | OZVA                 |
| Объединённые Арабские Эмираты | United Arab Emirates Volleyball Association           | 1976                  | uaevba.ae                    | WAZA                 |
| Оман                          | Oman Volleyball Association                           | 1978                  | omanvba.com                  | WAZA                 |
| Пакистан                      | Pakistan Volleyball Federation                        | 1955                  |                              | CAZA                 |
| Палау                         | Palau Volleyball Federation                           | 1998                  |                              | OZVA                 |
| Палестина                     | Palestine Volleyball Association                      | 1980                  |                              | WAZA                 |
| Папуа — Новая Гвинея          | Papua New Guinea Volleyball Federation                | 1988                  |                              | OZVA                 |
| Самоа                         | Samoa Volleyball Federation                           | 1984                  |                              | OZVA                 |
| Саудовская Аравия             | Saudi Arabia Volleyball Federation                    | 1964                  | saudivb.net                  | WAZA                 |
| Северные Марианские острова   | Northern Mariana Islands Volleyball Association       | 1986                  | nmivolleyball.org            | OZVA                 |
| Сингапур                      | Volleyball Assocaition of Singapore                   | 1965                  | volleyball.org.sg            | SEAZA                |
| Сирия                         | Syrian Arab Volleyball Federation                     | 1955                  |                              | WAZA                 |
| Соломоновы Острова            | Solomon Islands Volleyball Federation                 | 1990                  |                              | OZVA                 |
| Таджикистан                   | Федерация волейбола Таджикистана                      | 1992                  |                              | CAZA                 |
| Таиланд                       | Thailand Volleyball Association                       | 1964                  | volleyball.or.th/volley      | SEAZA                |
| Тайвань                       | Chinese Taipei Volleyball Association                 | 1982                  | ctvba.org.tw                 | EAZA                 |
| Тонга                         | Tonga Volleyball Association                          | 1987                  |                              | OZVA                 |
| Тувалу                        | Tuvalu Volleyball Federation                          | 1992                  |                              | OZVA                 |
| Туркменистан                  | Федерация волейбола Туркменистана                     | 1992                  |                              | CAZA                 |
| Узбекистан                    | Федерация волейбола Узбекистана                       | 1992                  | voleybol.uz                  | CAZA                 |
| Федеративные Штаты Микронезии | Federated States of Micronesia Volleyball Association | 1996                  |                              | OZVA                 |
| Фиджи                         | Fiji Volleyball Federation                            | 1982                  | oceaniasport.com             | OZVA                 |
| Филиппины                     | Philippine National Volleyball Federation             | 1951                  | volleyballphilippines.com    | SEAZA                |
| Французская Полинезия (Таити) | Fеderation Tahitienne de Volley-Вall                  | 1998                  |                              | OZVA                 |
| Шри-Ланка                     | Sri Lanka Volleyball Federation                       | 1955                  | volleyballsrilanka.org       | CAZA                 |
| Южная Корея                   | Korea Volleyball Association                          | 1959                  | kva.or.kr                    | EAZA                 |
| Япония                        | Japan Volleyball Association                          | 1951                  | jva.or.jp                    | EAZA                 |